# Andrew Weaver
Andrew Teisher Weaver (Columbus, 12 febbraio 1959) è un ex ciclista su strada statunitense.

## Palmarès

### Olimpiadi
- 1 medaglia:
  - 1 bronzo (Los Angeles 1984 nella corsa a cronometro a squadre)